# Alexander Petrunkevitch
Alexander Ivanovitch Petrunkevitch (Pliski, perto de Kiev, 1875 – Yale, 1964) foi um eminente aracnólogo do seu tempo. De 1910 a 1939 descreveu mais de 130 espécies de aranhas.
Seu pai aristrocata, Ivan Illitch Petrunkevitch, foi um membro liberal da primeira Duma e fundou o Partido Democrático Constitucional.
Depois de concluir seus estudos em Moscou e em Freiburg sob August Weismann, ele se estabeleceu na Universidade de Yale em 1910, tornando-se professor em 1917.
Além de descrever espécies, ele estudou fósseis de aranhas e fez experimentos com aranhas vivas. Ele também trabalhou com insetos.
Ele foi eleito para a Academia Nacional de Ciências em 1954.
Durante sua carreira ele se manteve politicamente ativo, tentando aumentar a consciência para os problemas da Rússia. Ele também é um excelente maquinista e escreveu dois volumes de poesia (sob o pseudônimo Alexandr Jan-Ruban), e traduziu Alexandre S. Pushkin para o inglês e Lord Byron para o russo.